# Református templom (Botyka)
A botykai református templom a Baranya vármegyei Botykapeterd két református templomának egyike. Az 1827-ben elkészült épület ma műemléki védelem alatt áll.

## Története
Füstös János lelkész 1886-ban megjelent írása (főként a szájhagyomány alapján) azt állítja, Botyka első kőtemploma még a középkorban épült, eredetileg katolikus templomnak, majd a 16. században, amikor a lakosság áttért a református hitre, a templom is „vallást váltott”. Bár a helyiek kétszer is nem kevés pénzt fizettek a török megszállóknak a templom megváltásáért, végül a törökök mégis lebontatták az épületet, építőanyagát pedig beépítették a szigetvári várba. Helyette egy egyszerűbb fatemplom épült, majd miután Szigetvár felszabadult, és teljes Botyka település új helyre költözött, az új helyen 1728-ben is egy kis favázas, sárral tapasztott, vesszőfonatú, torony nélküli oratóriumot emeltek.
A ma is álló új, téglából készült templom építőanyagainak beszerzéséhez már 1811-ben hozzáfogtak: először vasrudakat és meszet szereztek be, de az építkezés még sokáig nem kezdődött el, sőt, 1816-ban is még csak ott tartottak, hogy a földesúrhoz ekkor folyamodtak engedélyért. 1821-ben követ vágattak Szőlősön, valamint téglát vásároltak Nagyvátyon és meszet Bükkösdön. A következő év első felében szintén Nagyvátyról vettek csigát, kapcsokat és állásfát, április 20-án pedig felfogadták Lőbel (vagy más források szerint Löbl) Miklós szigetvári építőmestert annak ellenére, hogy korábban az uradalmi tiszttartó egy másik, dombóvári mestert ajánlott. A templom alapkövét Lőbel végül 1822. július elsején tette le.
Az alapkőletétel után vásároltak még 200 deszkát, augusztus 9-én egy kőből készült ajtóbélést, falba való vasakat, decemberben pedig a tetőszerkezet elemeit és 25 000 téglát Szentlőrincen. 1823-ban újabb faanyagokat (deszkákat, léceket, zsindelyt) vettek, és felfogadták az ácsokat, akik nekiláttak a gerendák kifaragásának. 1824-ben szerezték be a toronyhoz szükséges téglát és faanyagot, majd foglalót adtak a lakatosnak és az asztalosnak. A torony végül 1825-ben készült el, és ebben az évben (augusztusban) helyezték rá a Pécsről hozatott toronygombot is, valamint további zsindelyeket és zsindelyfestéket vásároltak. 1826-ban vették meg a padok anyagait, majd június 15-én felhúzták a harangot a toronyba. Ezt a műveletet jelentősen akadályozta, hogy egy Kleisz nevű ács rosszul építette meg a harangállást, és a torony szerkezetét gyengítette a kiszedett téglákkal. 1827-ben szerezték be a székekhez hiányzó deszkát és enyvet, és ekkor készültek el a padok is. A mai szószék azonban csak 1836-ban lett kész: ezt a munkát is Lőbel mester végezte 1800 tégla felhasználásával, összesen 78 forintért. Ezt a költséget nem számítva az összes többi munkálat és anyag 5109 forintba és 2 krajcárba került a templomépítés során.
Hiába készült el azonban a templom 1827-re, az eklézsia tartalékai kimerültek, így a következő néhány évben nem tudták megszervezni a felszentelést. Miután már az egyházmegyei tanács is sürgette, 1834-ben végül napirendre tűzték azt, de ekkor még fel kellett újítani az épület néhány addigra már leromlott részét, ezért és további építkezések miatt a felszentelésre csak 1836. június 19-én került sor. Az ünnepélyen jelen voltak az egyházmegye vezetői és a szomszédos települések lelkészei, valamint számos más meghívott vendég, akik számára nagyszabású lakomát is rendeztek. Ez a lakoma (a muzsikusok fizetségével együtt) nem kevesebb mint 
265 forintba került, igaz, a felszolgált disznó, marha és bárányok, valamint sör, bor és pálinka mellett olyan különlegességeket is felhasználtak az ételekhez, mint például citrom, narancs, fahéj, vanília, szegfűszeg, sáfrány, kávé és csokoládé.
1859 és 1861 között 3500 forintért újjáépítették a tornyot, majd 1886-ban újabb felújítás következett. 1936-ban helyezték el benne az orgonát. Az 1980-as években felmerült, hogy az egész templomot lebontják, de végül megmenekült, és 1994-ben Szabó László tervei alapján felújították a homlokzatokat és a tetőt. 2009-ben a vakolatok és a bádogsisak újult meg, a tetőt pedig hódfarkú cserepekkel fedték be.

## Leírás
A kívül-belül fehér falakkal rendelkező, klasszicizáló barokk stílusú templom Botyka településrész központjában áll, tornya a déli oldalon emelkedik, északi vége lekerekített apszissal zárul. A háromszakaszos csehsüvegboltozattal fedett hajó oromfala íves-karéjos. Nyugati oldalán egy mellékbejárat nyílik, valamint három nagyobb, íves záródású ablakkal és egy kerek apszisablakkal rendelkezik. A közel 33 méter magas torony külső felületét párkányok és pilaszterek tagolják, tetejét bádogborítású hagymakupola zárja. Belül a fa csigalépcsőn megközelíthető kórus nagy részét elfoglalja az orgona. A szószék a keleti fal közepén helyezkedik el; a padok, amelyek négy egybefüggő területre oszthatók, mind felé néznek.
A padokat egységesen barna színű olajfesték fedi, ám az 1970-es években Kovács Emil fényt derített rá, hogy a felső réteg alatt festett ornamentika nyomai találhatók. Ma összesen négy padvégen látható az eredeti, kék alapszínű festés, fehér és sötétebb növényi motívumokkal díszítve. Mivel ezek a díszített részek ma a (keleti) fal felé néznek, így valószínű, hogy a padokat valamikor áthelyezték, hiszen díszíteni inkább azt a felüket szokták, amely a középső rész felől látható.

## Lelkipásztorság
1854 és 1860 közt Kovács Antal volt a templom lelkipásztora.